# 騎士龍戰隊龍裝者 特別篇 Memory of Soulmate
《騎士龍戰隊龍裝者 特別篇 Memory·of·Soulmate》（日语：騎士竜戦隊リュウソウジャー 特別編 メモリー・オブ・ソウルメイツ），是日本特攝節目《騎士龍戰隊龍裝者》於2021年2月20日上映的劇場版作品。
日本當地同步上映《超級戰隊系列》的3部劇場版，並且命名為《超級戰隊MOVIE連者2021》，同時上映《魔進戰隊煌輝者 THE MOVIE Be-Bop Dream》和《機界戰隊全開者 THE MOVIE 赤色戰鬥！全戰隊大集會！！》。

## 概要
- 本作為《騎士龍戰隊龍裝者》的第二部獨立劇場版，但以特別篇的方式播放。
- 本作故事的主角是以向的師兄洋為主，時間點位於《騎士龍戰隊龍裝者》本篇第32~33話之間，從洋解脫蓋索古[3]的詛咒後，到戰死之前所發生的一切[4][5]。
- 本作與《機界戰隊全開者 THE MOVIE 赤色戰鬥！全戰隊大集會！！》同樣兼為首兩部沒有巨大戰的獨立劇場版作品。
- 本作為首部以追加戰士作為主角的劇場版作品。

## 故事內容
向，再次回想起萬羽所說的故事。
與他景仰的龍裝族師兄 - 洋所度過的那一段重要的時光。

## 登場人物

### 騎士龍戰隊龍裝者
洋（ナダ）  （長田成哉飾）
向的師兄弟。
 向（コウ）  （一之瀨颯飾）
龍裝紅 的變身者。
 諦仁（メルト）  （綱啓永飾）
 明日奈（アスナ）  （尾碕真花飾）
 飛羽（トワ）  （小原唯和飾）
 萬羽（バンバ）  （岸田達也飾）
 金瀧（カナロ）  （兵頭功海飾）

### 德魯伊東族
克雷翁（クレオン）  （白石涼子聲）
德魯伊東族的協助者。
 偉哲勒（ワイズルー）  （綠川光聲）
德魯伊東族的主教級幹部。

### 騎士龍
火山劍龍（クレオン）  （高木涉聲）

### 本作登場人物
舞子（マイコ）  （宮原華音飾）
本作的關鍵人物，同時也是舞子負念魔（マイコマイナソー）的宿主。

## 演員
- 洋 / 蓋索古（聲） - 長田成哉
- 向 / 龍裝紅（聲） - 一之瀨颯
- 諦仁 / 龍裝藍（聲） - 綱啓永
- 明日奈 / 龍裝粉紅（聲） - 尾碕真花
- 飛羽 / 龍裝綠（聲） - 小原唯和
- 萬羽 / 龍裝黑（聲） - 岸田達也
- 金瀧 / 龍裝金（聲） - 兵頭功海
- 舞子 / 舞子負念魔 - 宮原華音

### 配音
- 克雷翁 - 白石涼子
- 偉哲勒 - 綠川光
- 火山異齒龍 - 高木涉

## 製作人員
- 原作 - 八手三郎
- 劇本 - 丸山真哉
- 導演 - 坂本浩一
- 動作導演 - 坂本浩一
- 音樂 - 吉川清之

## 外部連結
- 《超級戰隊MOVIE連者2021》 官方網站 （页面存档备份，存于）（日語）